# Amy Davidson
Pour les articles homonymes, voir Davidson.
Amy Davidson, née le 15 septembre 1979 à Phoenix, est une actrice américaine.

## Biographie

### Enfance
Elle est élevée dans un environnement académique. Son père est directeur de l'école élémentaire El Mirage, et sa mère est professeur d'anglais au lycée Desert Foothills Junior. Ses parents lui font prendre des cours de danse dès son plus jeune âge. Elle devient membre de Dance Motion, où elle apprend le ballet, les pointes, le hip-hop et le modern jazz. Pendant qu'Amy suit son cursus scolaire au lycée Shadow Mountain, elle commence à apparaitre dans des publicités. Sa professeur de théâtre, Jean Fowler, l'encourage à emménager à Hollywood.

### Carrière
Après une apparition dans le téléfilm The Truth About Jane et dans un épisode de la série dramatique Amy, elle est engagée pour la série de Mary-Kate et Ashley Olsen Totalement jumelles. Elle apparait dans la série Malcolm et dans le téléfilm Annie's Point, donnant la réplique à Betty White et Richard Thomas. Elle tient un rôle dans Goyband, dans lequel elle joue une jeune juive orthodoxe.
En 2009, elle décroche un rôle dans un épisode de la série Esprits criminels, puis en 2012 dans un épisode de la série Dr House.
Le site internet SitcomsOnline.com commence une campagne en ligne pour qu'Amy ait un rôle dans la nouvelle série Suburgatory. Elle dit aimer l'idée et qu'elle adorerait y apparaitre.

### Vie privée
Depuis le 1er mai 2010, Amy est mariée à l'acteur, Kacy Lockwood - son compagnon depuis plus de deux ans. Ensemble, ils ont un fils, prénommé Lennox Sawyer Lockwood né le 1er mars 2016.

## Filmographie

### Cinéma
- 1995 : Teenage Tupelo : Ticket Girl (non-créditée)
- 2007 : Netherbeast Incorporated : Pearl Stricklett
- 2008 : Goyband : Rebekka

### Télévision

#### Téléfilm
- 2000 : Le Secret de Jane (The Truth about Jane) de Lee Rose : Elizabeth
- 2005 : Le cap des amoureux (es) (Annie's Point) de  Michael Switzer : Ella Eason
- 2010 : Firebreather de Peter Chung : Jenna Shwartzendruber
- 2013 : Détresse en plein ciel (Non-Stop) de Jaume Collet-Serra : Sharon
- 2014 : Brittany Murphy : La mort suspecte d'une star : Jackie

#### Série télévisée
- 2001 : Amy (Judging Amy) (saison 3, épisode 05 : Sexe, mensonges et politique) : Lindsey Sandowski
- 2001 - 2002 : Totalement jumelles (So Little Time) : Cammie Morton (6 épisodes)
- 2002 - 2005 : Touche pas à mes filles : Kerry Hennessy (76 épisodes)
- 2004 : Family Face-Off: Hollywood : Herself, Co-Host (5 épisodes)
- 2004 : Punk'd : Stars piégées (Punk'd) (saison, épisode : Kaley Cuoco/The Rock/Julia Stiles) : Herself, Prank Victim
- 2004 - 2005 : Pet Star : Herself, Judge (2 épisodes)
- 2005 : Brandy et M. Moustache (Brandy & Mr. Whiskers) (saison 1, épisode 30 : Un copain lapin) : Tiffany Turlington
- 2006 : La Vie avant tout (Strong Medicine) (saison 6, épisode 20 : Alerte rouge) : Jamie
- 2006 : Malcolm (Malcolm in the Middle) (saison 7, épisode 16 : La Justicière) : Paula
- 2006 : Little Talent Show : Herself, Judge (3 épisodes)
- 2007 : Les Experts : Manhattan (CSI: NY) (saison 3, épisode 21 : Passé imparfait) : Carolyn
- 2008 : The Capture of the Green River Killer (mini-série) : Helen Ramus
- 2009 : Esprits criminels (Criminal Minds) (saison 4, épisode 15 : Dans la gueule du loup) : Zoe Hawkes
- 2009 : Ghost Whisperer (saison 5, épisode 06 : Sans tête) : Dana Mayhew
- 2011 : Les Experts : Leslie Gitig
- 2012 : Dr House (House) (saison 8, épisode 17 : Poupées d'amour) : Molly
- 2012 : Major Crimes (Major Crimes) (saison 1, épisode 2 : Avant-après) : une cliente
- 2014 : Bones (saison 10, épisode 05 : The Corpse at the Convention) : Dr Leona Saunders
- 2017 : Marlon (saison 1, épisode 9 : Appropriate Marlon) : Susan Smith
- 2019 : The Rookie (saison 2, épisode 1 : Impact) : Susanna Brown